# Václav Paterna
Václav Paterna (27. února 1839 Nětčice – 22. října 1902 Kyjov) byl rakouský stavitel a politik české národnosti z Moravy; poslanec Moravského zemského sněmu.

## Biografie
Narodil se v Nětčicích (dříve Něčice) u Kyjova. Studoval v letech 1850–1856 nižší a vyšší reálnou školu v Brně a po jeden rok navštěvoval přednášky na brněnské technické škole (pozdější Vysoké učení technické v Brně). V letech 1858–1861 vystudoval pražskou polytechniku. Na praxi působil u stavitele Jana Bělského. V roce 1865 složil ve Vídni stavitelské zkoušky a od téhož roku působil profesně jako samostatný stavitel. Působil jako městský radní v Kyjově a podílel se na přechodu městské samosprávy do českých rukou. Byl předsedou místní Občanské záložny. Získal čestné občanství Kyjova. Byl mu udělen Zlatý záslužný kříž s korunou. Pro účely kyjovské Občanské záložny a dalších spolků nechal roku 1884 postavit novou budovu.
V 80. letech se zapojil i do vysoké politiky. V zemských volbách v roce 1884 byl zvolen na Moravský zemský sněm, kde zastupoval kurii městskou, obvod Kyjov, Bučovice, Vyškov, Strážnice. V roce 1884 je označován za kandidáta autonomistů (Moravská národní strana, staročeská). Byl členem výkonného výboru Moravské národní strany.

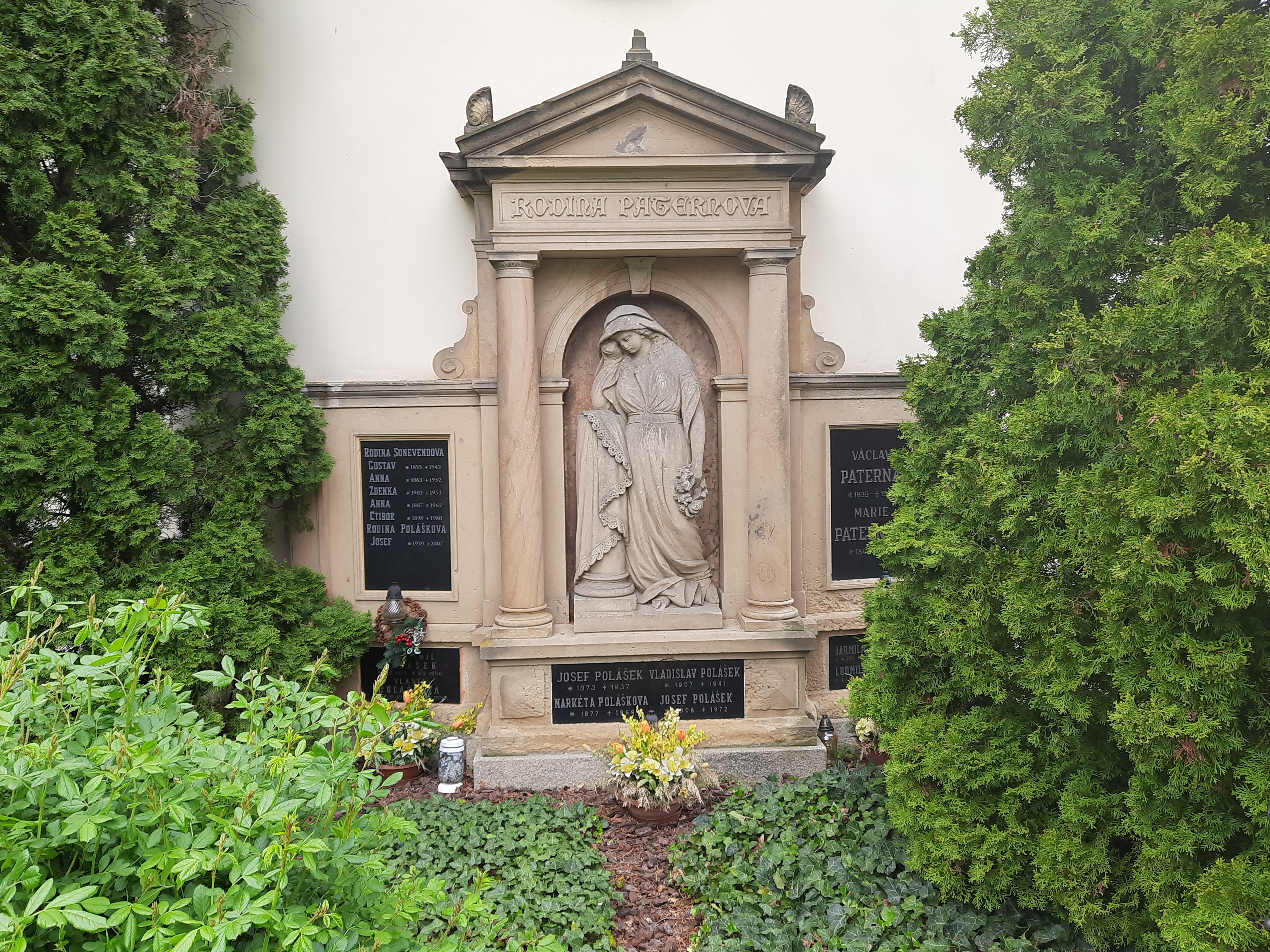
Hrobka rodin Sonevendovy, Poláškovy a Paternovy na bývalém kyjovském hřbitově u kaple sv. Josefa

Zemřel v říjnu 1902 ve věku 63 let po dlouhé a bolestivé nemoci. Pohřben byl na kyjovském hřbitově u kaple sv. Josefa.